# 長野泰一
長野 泰一（ながの やすいち、1906年〈明治39年〉6月22日 - 1998年〈平成10年〉2月9日）は日本のウイルス学者。東京大学教授。元日本ウイルス学会会長。三重県尾鷲市出身。
1954年、生体における抗ウイルス免疫の研究中にウイルス増殖を抑制するサイトカインであるインターフェロンを、世界に先駆けて小島保彦とともに発見した。

## 略歴
- 1932年 北海道帝国大学医学部卒業
- 1939年 医学博士号取得（北海道帝国大学）
- 1941年 東京帝国大学助教授
- 1947年 東京帝国大学教授
- 1956年 東京大学伝染病研究所長
- 1967年 北里研究所部長
- 1986年 林原生物化学研究所参与

## 受賞・栄誉
- 1967年 紫綬褒章
- 1971年 野口英世記念医学賞
- 1976年 勲二等瑞宝章
- 1978年 フランス勲二等有功章
- 1979年 武田医学賞、尾鷲市名誉市民
- 1981年 日本学士院賞・恩賜賞

## 著書
- 『インターフェロンとは何か ガン制圧への期待』講談社 1982年
- 『最新ウイルス・リケッチア学 第1』医歯薬出版 1957年